# Rudolf Rengier
Rudolf Rengier (* 15. August 1948 in Innsbruck, Österreich) ist ein deutscher Rechtswissenschaftler.

## Leben
Rudolf Rengier studierte von 1968 bis 1973 Rechtswissenschaft an der Rheinischen Friedrich-Wilhelms-Universität Bonn, an der Ludwig-Maximilians-Universität München und an der Albert-Ludwigs-Universität Freiburg. Er schloss das Studium 1973 mit der Ersten juristischen Staatsprüfung an der Universität Freiburg ab. 
Im Jahr 1978 wurde Rudolf Rengier an der Universität Freiburg mit der Arbeit „Die Zeugnisverweigerungsrechte im geltenden und künftigen Strafverfahrensrecht“ zum Dr. jur. promoviert und legte im selben Jahr die zweite juristische Staatsprüfung ab. 1984 habilitierte er sich mit der Habilitationsschrift: „Erfolgsqualifizierte Delikte und verwandte Erscheinungsformen“.
Von 1985 bis 1986 war Rengier Professor für Strafrecht, Strafprozessrecht und Nebengebiete an der Ludwig-Maximilians-Universität München. 
Ab 1986 war Rengier Ordinarius des Lehrstuhls für Strafrecht und Nebengebiete an der Universität Konstanz. Seit 2018 ist Rengier emeritiert.

## Wirken
Rudolf Rengier ist Habilitationsvater von Bernd Hecker und hat seit 1991 rund 30 Dissertationen betreut.

## Auszeichnungen
- 1991: Preisträger der Stiftung „Umwelt und Wohnen“

## Werke (Auswahl)
Die drei Strafrechtslehrbücher von Rudolf Rengier sind erste Wahl.
- Rengier, Rudolf: Strafrecht, Allgemeiner Teil. 16. Auflage. C.H. Beck, München 2024, ISBN 978-3-406-81730-4.
- Rengier, Rudolf: Strafrecht, Besonderer Teil I, Vermögensdelikte. 26. Auflage. C.H. Beck, München 2024, ISBN 978-3-406-81067-1.
- Rengier, Rudolf: Strafrecht, Besonderer Teil II, Delikte gegen die Person und die Allgemeinheit. 25. Auflage. C.H. Beck, München 2024, ISBN 978-3-406-81069-5.
- Hilgendorf, Eric / Rengier, Rudolf (Hrsg.): Festschrift für Professor Wolfgang Heinz: zum 70. Geburtstag. Nomos, Baden-Baden 2012, ISBN 978-3-8329-6637-9.